# Burbach (Siegerland)
Burbach ist eine Gemeinde im Kreis Siegen-Wittgenstein in Nordrhein-Westfalen.

## Geografie

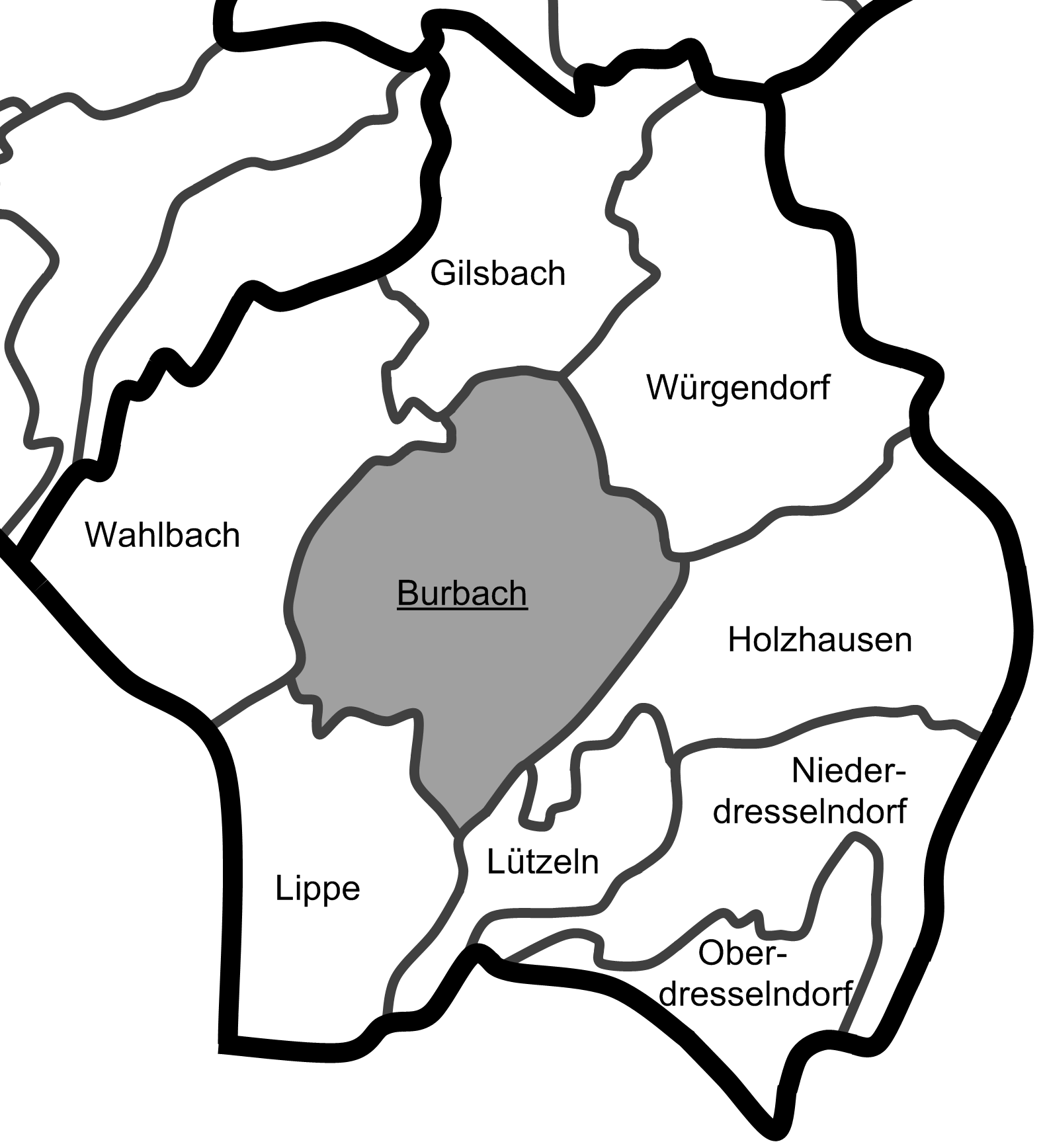
Lage des Ortes Burbach innerhalb der Gemeinde Burbach.

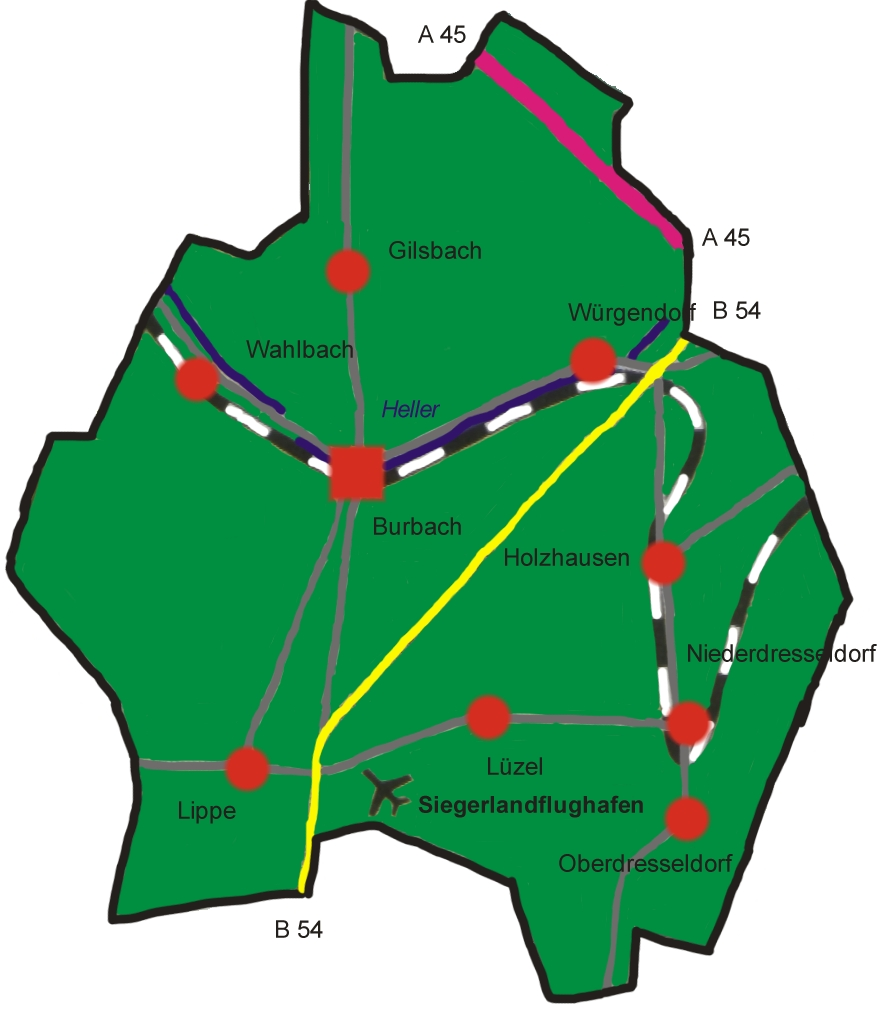
Gliederung

Die Gemeinde Burbach liegt im Siegerland zwischen den nordöstlichen Ausläufern des Westerwalds und den südöstlichen des Rothaargebirges. Sie liegt westlich der Höh im Tal der Heller, die einen östlichen Zufluss der Sieg darstellt. Die Gemeinde Burbach ist die südlichste in Westfalen. Zu den Bergen gehören zum Beispiel
- Walkersdorfer Berg mit 526 m
- Die Burg mit 591,4 m oder
- Simberg mit 527,7 m Höhe.

### Nachbargemeinden
- im Kreis Siegen-Wittgenstein: Wilnsdorf und Neunkirchen
- im Lahn-Dill-Kreis: Haiger und Breitscheid
- im Westerwaldkreis: Liebenscheid und Stein-Neukirch
- im Landkreis Altenkirchen (Westerwald): Emmerzhausen und Daaden

### Gemeindegliederung
Die Gemeinde Burbach besteht aus den Ortsteilen des „Oberen Freien Grundes“:
- Burbach,
- Wahlbach,
- Würgendorf,
- Gilsbach
- Lippe

sowie aus den Dörfern des Hickengrundes:
- Holzhausen,
- Lützeln
- Niederdresselndorf
- und Oberdresselndorf.

## Geschichte

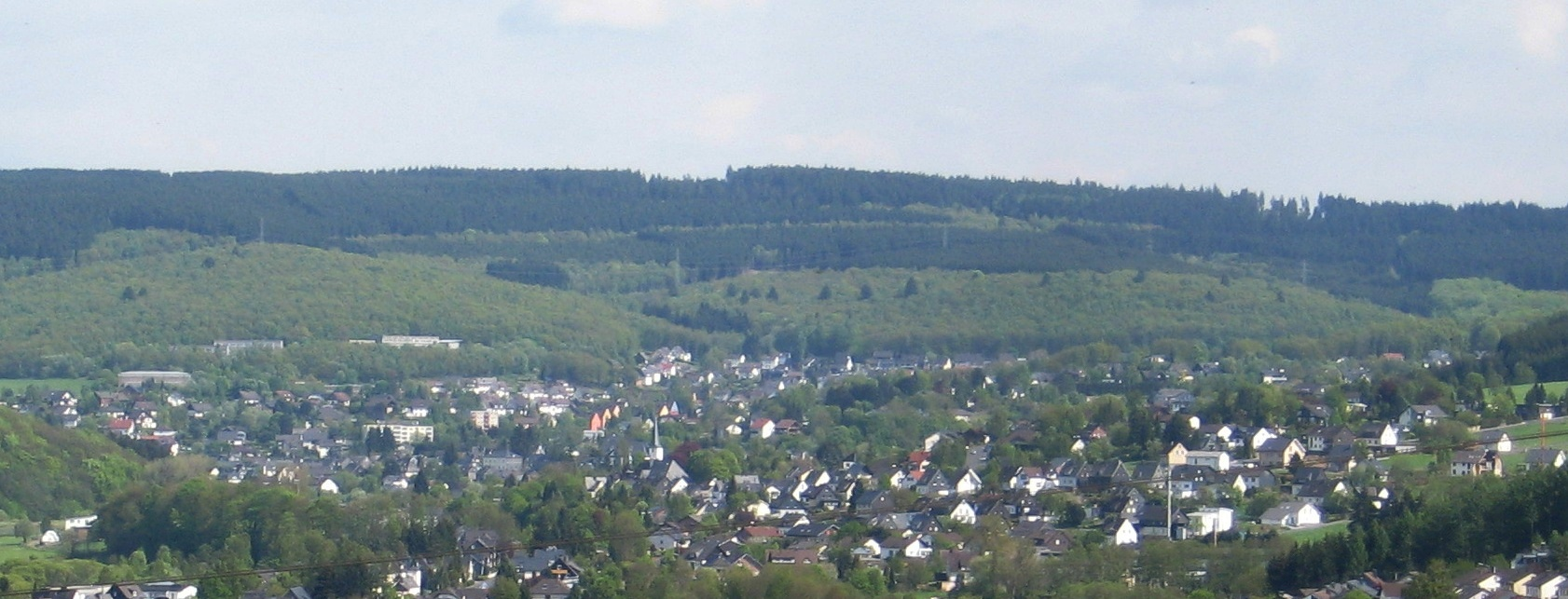
Burbach von Nordwesten gesehen.

Ca. 500–400 v. Chr. entdeckten keltisch-germanische Stämme das Eisenerz, bauten erste Schmelzöfen und erbauten die Wallburg auf dem Burgberg. Ab etwa 700 erfolgte die fränkische Besiedelung.
Die ersten Erwähnungen der Region gehen auf das 11. Jahrhundert zurück. Ein schriftliches Dokument bezeichnet am 28. April 1048 die Räume Burbach und Neunkirchen als „praedium virorum liberorum“, also als Gebiet der freien Männer, daher die Bezeichnung „Freier Grund“. Im 11. Jahrhundert wurde eine Kirche gebaut und aus dem Jahr 1219 stammt die erste schriftliche Erwähnung des Namens „Burbach“. 1367 erfolgte die Zerstörung der Snorrenburg auf dem Römer im Ortskern von Burbach. Die Doppelherrschaft von Nassau und Sayn entwickelt sich. Der erste urkundlich erwähnte nassauische Vogt in Burbach war 1467 Gerhard Buckinck. Nassau und Sayn begründeten 1478 ein gemeinsames Gericht in Burbach, das aber ständig umstritten blieb. 1530 wurde das Kirchspiel Burbach lutherisch und 1568 sammelte Wilhelm von Oranien seine Truppen auf der Ginsberger Heide. 1584 wurde das Kirchspiel Burbach reformiert. 1607 wurde Der Hickengrund, bisher zum Gericht Haiger gehörig, der Vogtei Burbach unterstellt.
Im Dreißigjährigen Krieg musste die Vogtei Burbach Arbeitskräfte zum Ausbau der Dillenburger Schlossbefestigung stellen. 1743–1806 nassauische Regierung durch den oranischen Hof in Den Haag über die Verwaltung in Dillenburg. Am 4. Juli 1758 fielen im großen Brand von Burbach über 160 Gebäude in Schutt und Asche, die Alte Vogtei bleibt stehen. 1760 wanderten zahlreiche Familien nach Amerika aus. 1774 wurde das inzwischen baufällig gewordene Kirchenschiff abgebrochen. Zwei Jahre später erfolgte der erste Gottesdienst in der wiederaufgebauten, aber noch nicht ganz fertigen Kirche. 1780 wurde für die neue Kirche eine neue Orgel angeschafft. 1799 fand die Doppelherrschaft im Freien Grund durch Heirat ein Ende. Im selben Jahr am 3. Juli vernichtete ein Feuer 21 Wohnhäuser und zugehörige Höfe in Burbach. 1806 blieben der Freie Grund und der Hickengrund nassauisch, während der Rest des Siegerlandes Teil des Großherzogtums Berg wurde.
Am 26. Oktober 1816 erfolgte eine Inbesitznahme des Raumes Burbach durch Preußen als Folge des Wiener Kongress zur Neuordnung Europas nach der napoleonischen Zeit. Ein Jahr später als das übrige Siegerland kam Burbach zu Preußen und wurde zunächst von Koblenz aus regiert. 1817 wurde der Kreis Siegen innerhalb Westfalens gebildet. 1844 entstand das Amt Burbach aus den 30 Jahre früher gebildeten Bürgermeistereien Dresselndorf, Neunkirchen und Burbach. 1848 wurde das Amtsgericht und heutige Ärztehaus an der Jägerstraße gebaut.
1860 wurde eine Anbindung an die heutige B 277 gebaut. Am 1. Juli 1861 wurden die Bahnlinie Betzdorf-Burbach und am 12. Januar 1861 die Bahnlinie Burbach-Dillenburg aufgenommen. 1876 wurde die Freiwillige Feuerwehr Burbach gegründet und ab 1905 kam Elektrizität nach Burbach. Im gleichen Jahr wurde das heutige Rathaus bezogen. 1907 stellte die Peterszeche, das größte Bergwerk der Gemeinde, ihre Förderung ein. Während des Zweiten Weltkriegs erfolgten im Jahr 1944 Luftangriffe und am 29. März 1945 wurde Burbach von den Amerikanern eingenommen.
Durch die Gebietsreform im Siegerland entstand auf Grund des Zweiten Gesetzes zur Neugliederung des Landkreises Siegen am 1. Januar 1969 die Großgemeinde Burbach durch eine Zusammenfassung von den bis dahin selbständigen und dem Amt Burbach angehörigen Gemeinden Burbach, Gilsbach, Holzhausen, Lippe, Lützeln, Niederdresselndorf, Oberdresselndorf, Wahlbach und Würgendorf. 1976 wurde das Amtsgericht geschlossen. 1982 wurde die Alte Vogtei, das älteste Fachwerkhaus in Burbach, restauriert. Von 1983 bis 1989 erfolgte ein Aufbau und Einrichtung des Museums „Leben und Arbeiten in Burbach“ in der ehemaligen Zehntscheune der Vogtei. 1986 wurde das Bürgerhaus Burbach eingeweiht.
Zwischen 1994 und 1998 erfolgte der Erwerb des aus dem 17. Jahrhundert stammenden Hauses Herbig durch den Heimatverein „Alte Vogtei“. Das Gebäude wurde denkmalgerecht restauriert. 1999 wurde die Umgehungsstraße durch die Leimkaute, nördlich der Dorfmitte von Burbach, gebaut.

### Einwohnerentwicklung

#### Gemeinde Burbach
Amtliche Einwohnerzahlen der Gemeinde Burbach seit ihrer Gründung
| Jahr | Einwohner |
| ---- | --------- |
| 1969 | 13.044    |
| 1970 | 13.192    |
| 1971 | 13.456    |
| 1972 | 13.517    |
| 1973 | 13.561    |
| 1974 | 13.656    |
| 1975 | 13.617    |
| 1976 | 13.558    |
| 1977 | 13.370    |
| 1978 | 13.268    |

| Jahr | Einwohner |
| ---- | --------- |
| 1979 | 13.382    |
| 1980 | 13.515    |
| 1981 | 13.330    |
| 1982 | 13.178    |
| 1983 | 13.186    |
| 1984 | 13.186    |
| 1985 | 13.168    |
| 1986 | 13.243    |
| 1987 | 13.422    |
| 1988 | 13.516    |

| Jahr | Einwohner |
| ---- | --------- |
| 1989 | 13.780    |
| 1990 | 14.017    |
| 1991 | 14.299    |
| 1992 | 14.564    |
| 1993 | 14.674    |
| 1994 | 14.740    |
| 1995 | 14.807    |
| 1996 | 14.882    |
| 1997 | 14.799    |
| 1998 | 14.939    |

| Jahr | Einwohner |
| ---- | --------- |
| 1999 | 14.962    |
| 2000 | 15.064    |
| 2001 | 15.076    |
| 2002 | 15.036    |
| 2003 | 14.985    |
| 2004 | 14.947    |
| 2005 | 14.872    |
| 2006 | 14.770    |
| 2007 | 14.709    |
| 2008 | 14.641    |

| Jahr | Einwohner |
| ---- | --------- |
| 2009 | 14.486    |
| 2010 | 14.443    |
| 2011 | 14.317    |
| 2012 | 14.453    |
| 2013 | 14.418    |

#### Kernort Burbach
Einwohnerzahlen des Kernortes Burbach
| Jahr | Einwohner |
| ---- | --------- |
| 1810 | 0585      |
| 1818 | 0574      |
| 1850 | 0789      |
| 1885 | 0888      |
| 1895 | 0900      |
| 1900 | 1072      |

| Jahr | Einwohner |
| ---- | --------- |
| 1910 | 1124      |
| 1913 | 1145      |
| 1925 | 1306      |
| 1933 | 1403      |
| 1939 | 1456      |
| 1950 | 2164      |

| Jahr | Einwohner |
| ---- | --------- |
| 1961 | 2619      |
| 1967 | 3487      |
| 1985 | 3960      |
| 1994 | 4568      |

#### Häuserzahlen Kernort Burbach
| Jahr   | 1447 | 1548 | 1589 | 1698 | 1704 | 1706 | 1725 | 1788 | 1810 | 1846 | 1850 | 1867 |
| Häuser | 20   | 48   | 48   | 60   | 71   | 71   | 75   | 81   | 81   | 110  | 112  | 127  |

## Politik

### Gemeinderat
Die 32 Sitze des Gemeinderats verteilen sich nach der Kommunalwahl am 13. September 2020 wie folgt:
|      | CDU | SPD | GRÜNE | FDP | UWGB | Gesamt |
| 2020 | 17  | 8   | 3     | 1   | 3    | 32     |

### Bürgermeister
Bürgermeister ist Christoph Ewers (* 1962) (CDU). Er wurde 2003 zum Bürgermeister gewählt und 2009, 2014 und 2020 wiedergewählt. Zu seinen Vorgängern zählten Hermann-Josef Droege, Volkmar Klein und der am 19. Oktober 1989 gewählte Hartmut Hering (alle CDU).

### Wappen und Banner

Wappen
Banner

### Wappen
| Wappen der Gemeinde Burbach, Kreis Siegen-Wittgenstein | Blasonierung: „Gespalten von Blau und Gold (Gelb); vorne ein von sechs goldenen (gelben) Schindeln begleiteter, aufrechter, rot bewehrter, goldener (gelber) Löwe, hinten drei pfahlweise gestellte, aneinanderstoßende, aufrechte schwarze Rauten.“ |
| Wappen der Gemeinde Burbach, Kreis Siegen-Wittgenstein | Wappenbegründung: Der Gemeinde ist mit Urkunde des Regierungspräsidenten in Arnsberg vom 20. Juli 1970 das Recht zur Führung eines Wappens und einer Flagge (Banner) verliehen worden. Das Wappen ist von dem Siegel des Gerichtes Sel- und Burbach aus dem 16. Jahrhundert übernommen worden. Der Löwe steht für das Fürstentum Siegen. Die Rauten entstammen dem Wappen der Herren von Seelbach, welche im Mittelalter die Gemeinde kontrollierten. |

#### Banner
Beschreibung des Banners: „Von Gelb zu Blau längsgestreift mit dem Gemeindewappen im Schild in der oberen Hälfte.“

### Städtepartnerschaft
Mit der tschechischen Stadt Tanvald besteht seit 2007 eine offizielle Städtepartnerschaft, nachdem es schon 1995 eine Freundschaftserklärung zwischen den beiden Städten gegeben hatte.

## Kultur und Sehenswürdigkeiten
- Sehenswert ist die Evangelisch-reformierte Kirche

## Wirtschaft und Infrastruktur

### Verkehr

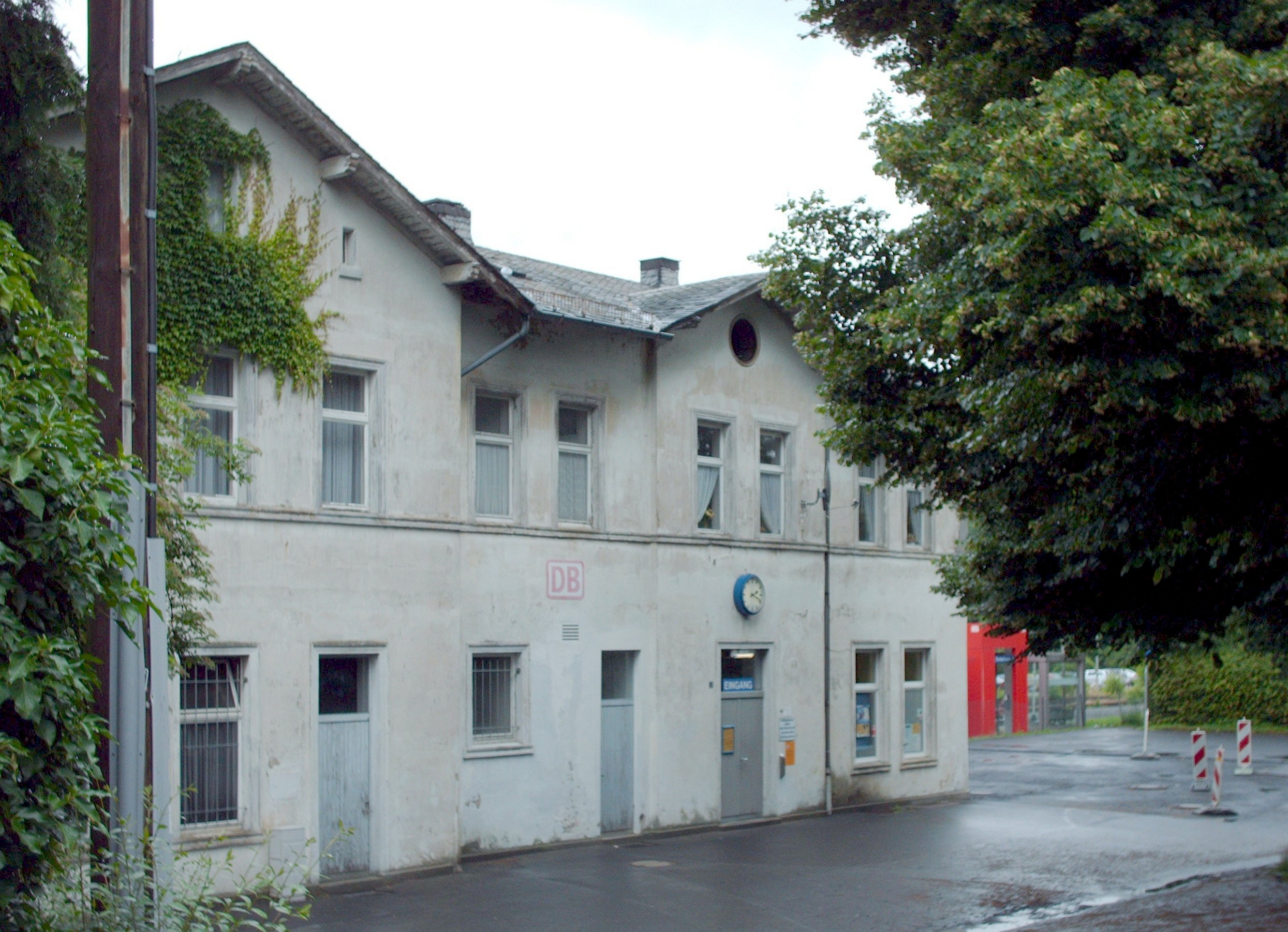
Bahnhofsgebäude

Durch das Gemeindegebiet verläuft im Nordosten die Autobahn A 45 (Sauerlandlinie). Zudem wird das Gemeindegebiet im Osten von der B 54 erschlossen, die von Siegen kommend in Richtung Limburg an der Lahn verläuft.
Die Gemeinde ist am Burbacher Bahnhof über die Bahnstrecke Betzdorf–Haiger von Betzdorf über Haiger nach Dillenburg an das Streckennetz der Deutschen Bahn AG angeschlossen. In Haiger bestehen Anschlüsse in Richtung Siegen und Gießen/Frankfurt am Main und in Betzdorf Richtung Siegen und Köln. Bedient wird der Bahnhof von der Linie RB 96 Betzdorf–Dillenburg der Hessischen Landesbahn. Der Güterverkehr wird durch die Kreisbahn Siegen-Wittgenstein durchgeführt.
Busverbindungen bestehen durch die VGWS zu sämtlichen Nachbargemeinden, welche von der VWS durchgeführt werden. Der zentrale Umstiegspunkt ist die Haltestelle Burbach Post, welche verknüpft ist mit dem Bahnhof Burbach (Kr Siegen). Zudem verkehrt in der Gemeinde ein Bürgerbus seit 2007.
| Liniennr. | Startpunkt       | Linienweg                                             | Endpunkt                     | Takt         | Bemerkungen                                                     |
| --------- | ---------------- | ----------------------------------------------------- | ---------------------------- | ------------ | --------------------------------------------------------------- |
| SB4       | Burbach Post/Bhf | Wahlbach – Gilsbach – Oberwilden – Wilnsdorf – Rödgen | Siegen ZOB                   | 120          | Nur Mo–Fr                                                       |
| R24       | Burbach Post/Bhf | Wahlbach – Zeppenfeld                                 | Neunkirchen                  | 60           | Weiter als R22 in Richtung Siegen ZOB                           |
| R25       | Burbach Post/Bhf | Haigerseelbach – Wilnsdorf – Eisern                   | Siegen ZOB                   | 120          | Nur Mo–Fr                                                       |
| L220      | Burbach Post/Bhf | Würgendorf–Holzhausen–Niederdresselndorf              | Lützeln                      | 60           |                                                                 |
| L221      | Burbach Post/Bhf | (Schulzentrum) – Grundschule Burbach – (Wahlbach)     | Gilsbach Wende               | unregelmäßig | Einzelne Fahrten Mo–Fr sowie das gesamte Wochenende als TaxiBus |
| L222      | Burbach Post/Bhf | Siegerlandkaserne                                     | Lippe / Flughafen Siegerland | unregelmäßig | Einzelne Fahrten Mo–Fr sowie das gesamte Wochenende als TaxiBus |
| BBB-1     | Burbach Rathaus  | Burbach Ortsverkehr                                   | Burbach Rathaus              | 120          | Bürgerbus Burbach                                               |
| BBB-2     | Burbach Rathaus  | Gilsbach – Wahlbach                                   | Burbach Rathaus              | 120          | Bürgerbus Burbach                                               |
| BBB-3     | Burbach Rathaus  | Lippe                                                 | Burbach Rathaus              | 120          | Bürgerbus Burbach                                               |

Im Süden des Gemeindegebietes liegt der Siegerlandflughafen.

## Persönlichkeiten

### Söhne und Töchter der Gemeinde die in Burbach geboren sind oder gewirkt haben
- Wilhelm Killing (1847–1923), Mathematiker
- Werner Kolb (1895–1975), Ingenieur und Generalmajor der Reserve
- Ewald Sahm (1904–1979), Bürgermeister, Gemeindedirektor, Kreistagsabgeordneter, Unternehmer, Inhaber des Bundesverdienstkreuzes
- Hermann Schmidt (1917–1983), Politiker
- Karl-Wilhelm Dahm (* 1931), evangelischer Theologe und Sozialwissenschaftler, Universitätsprofessor in Münster, bis 2000 Direktor des Instituts für Christliche Gesellschaftswissenschaften, Mitglied der EKD-Synode[20]
- Bernhard Dahm (1932–2023), deutscher Historiker, bis 1997 Universitätsprofessor in Passau, Lehrstuhl für Südostasien-Wissenschaften
- Ulrich Eibach (* 1942), ehem. Professor für Systematische Theologie und Ethik an der Evangelisch-Theologischen Fakultät der Universität Bonn und bis Ende 2007 Klinikpfarrer sowie Beauftragter der Evangelischen Kirche im Rheinland für Fortbildung und Fragen der Ethik in Biologie und Medizin.
- Falk Heinrichs (* 1960), Politiker
- Markus Hering (* 1960), Schauspieler und Ensemblemitglied am Wiener Burgtheater
- Volkmar Klein (* 1960), Politiker
- Volker Dally (* 1961), evangelisch-lutherischer Pastor, Theologe und Missionswissenschaftler
- Dirk Müller (* 1975), Autorennfahrer
- Cem İslamoğlu (* 1980), deutsch-türkischer Fußballspieler
- Christian Dünnes (* 1984), Volleyball-Nationalspieler und Teilnehmer bei den Olympischen Sommerspielen 2012